# Chypre au Concours Eurovision de la chanson 2009
Chypre a participé au Concours Eurovision de la chanson 2009. La CyBC a annoncé que la chanson représentant Chypre au Concours Eurovision de la chanson 2009 allait être sélectionnée par le biais d'une finale nationale où le public sera le seul à décider du vainqueur uniquement via un télévoting. La finale nationale a lieu le 7 février 2009.

## Contexte
Chypre a participé au Concours Eurovision de la chanson à vingt-six reprises depuis sa première participation en 1981,. La meilleure place jamais atteinte par Chypre est la cinquième, atteinte à trois reprises: en 1982, avec la chanson « Mono I Agapi »
, interprétée par Anna Vissi, en 1997 avec « Mana Mou »
interprétée par Hara et Andreas Constantinou, et en 2004 avec « Stronger Every Minute », interprétée par Lisa Andreas. La pire place jamais atteinte par Chypre est en 1986 avec la chanson « Tora Zo » interprétée par Elpída, recevant seulement trois points au total. Cependant, le pire résultat en termes de points reçus est en 1999, avec « Tha nai Erotas »
par Marlain Angelidou, recevant seulement deux points, atteignant l'avant-dernière place.
La chaîne de télévision nationale chypriote, la Société de radiotélédiffusion de Chypre (CyBC) diffuse l'événement à Chypre chaque année et organise le processus de sélection pour le participant. Les processus de sélection ont varié au fil des ans comme en 2004, 2006 et 2008, où le public choisit à la fois la chanson et l'interprète, à des sélections comme en 2005 et 2007, où l'artiste et parfois également la chanson sont choisis par la CyBC. Pour 2009, la CyBC a choisi d'organiser une finale nationale comme l'année précédente.

## Finale nationale
La finale nationale a lieu le 7 février 2009 au Studio 3 de la CyBC à Nicosie, à Chypre. Le processus de sélection est presque identique à celui de 2008. Une date limite de soumission des chansons est fixée pour le 28 novembre 2008, avec la condition que les auteurs habitent à Chypre depuis au moins deux ans. Les Chypriotes, quel que soit leur pays de résidence, peuvent aussi présenter une chanson. Les chansons peuvent être chantées dans toutes les langues, mais ne peuvent pas être soumises à plusieurs diffuseurs dans le cadre du concours.
De toutes les candidatures reçues, 20 sont choisies au début, puis un jury composé de sept membres réduisent le nombre de chansons en dix qui participent à la finale nationale où le public choisit le participant entièrement par Télévote. Dans le cas d'un problème avec le système de vote par téléphone, le jury pourrait être utilisé comme une alternative pour choisir le participant. Les noms des dix chansons finalistes pour la finale nationale ont été annoncés le 16 décembre 2008,, alors que l'interprète pour chaque chanson a été annoncé le 20 janvier 2009.

### Résultats
| Tirage | Interprète                                                   | Chanson                         | Compositeur - Parolier                    | Télévotes | Place |
| ------ | ------------------------------------------------------------ | ------------------------------- | ----------------------------------------- | --------- | ----- |
| 1      | Tefkros Neokleous                                            | « Mary »                        | Tefkros Neokleous                         | 2161      | 8     |
| 2      | Christína Metaxá                                             | « Firefly »                     | Nikolas Metaxas                           | 12309     | 1     |
| 3      | Marlen Angelidou & The Diesel Sisters                        | « M. Do Right One Night Stand » | Marlen Angelidou                          | 2526      | 7     |
| 4      | Marian Georgiou                                              | « Heartbeat »                   | Dionisis Stamatopoulos, Antroulla Michael | 1535      | 10    |
| 5      | Alex Panayi                                                  | « There is Love»                | Alex Panayi                               | 3305      | 6     |
| 6      | Zel                                                          | « I'm Gonna Breakun With You »  | Nikos Evagellou, Tefkros Neokleous        | 3338      | 5     |
| 7      | Pieros Kezou                                                 | « Bleed 4 U »                   | Pieros Kezou                              | 6590      | 2     |
| 8      | Christiana Theokli, Kostantina Georgiou, Andreas Christofrou | « Moving On »                   | Giorgos Sinos, Christina Georgiou         | 3737      | 4     |
| 9      | Katerina Neokleous                                           | « I Believe »                   | Katerina Neokleous                        | 1992      | 9     |
| 10     | Gore Melian                                                  | « I Wanna Thank You »           | Gore Melian                               | 3877      | 3     |

## À l'Eurovision
Chypre n'étant ni un membre du « Big Four » ni l'hôte du Concours Eurovision de la chanson 2009, comme Evdokia n'a été classé que 15e lors la deuxième demi-finale du Concours en 2008, Chypre a dû participer à la deuxième demi-finale pour tenter de se qualifier pour la finale à Moscou. 
Christina chante en septième position dans la 2e demi-finale le 14 mai, après la Norvège et avant la Slovaquie. Pour la quatrième année consécutive, Chypre n'est pas qualifiée pour la finale.
| 12 points      | 10 points                   | 8 points | 7 points | 6 points |
| -------------- | --------------------------- | -------- | -------- | -------- |
| Grèce          | Danemark                    | Estonie  |          |          |
| 5 points       | 4 points                    | 3 points | 2 points | 1 point  |
| Irlande Serbie | Lettonie Lituanie Slovaquie |          |          |          |